# Championnes de France de natation en bassin de 50 m du 500 m nage libre

## 500 mètres nage libre dames
| Championnats | Championnats | 500 mètres nage libre dames | 500 mètres nage libre dames | 500 mètres nage libre dames | 500 mètres nage libre dames     | 500 mètres nage libre dames |
| ------------ | ------------ | --------------------------- | --------------------------- | --------------------------- | ------------------------------- | --------------------------- |
| 1919         | Tourcoing    | Marcelle Lebrun (simple)    |                             |                             | Enfants de Neptune de Tourcoing | 10 min 57 s 4               |